# Вильорбан
Вилюрба̀н (на френски: Villeurbanne) е град в Източна Франция, предградие на Лион.

## География
Разположен е в департамент Рон на регион Рона-Алпи, непосредствено до североизточната част на Лион, с който заедно формират вторият по големина във Франция мегаполис след Париж. Има жп гара. Население 138 151 жители от преброяването през 2007 г.

## История
Известен е от римската епоха. Названието му произхожда от латинските думи Villa Urbana – „Градски дом“. Вилюрбан влиза в състава на Френското кралство през 1355 г. По това време е бил отделен от Лион чрез притока на Рона Ла Риз.

## Икономика
С началото на промишлената революция във Вилюрбан започва да се развива промишлеността. Отначало текстилната, след това химическата и машиностроенето. Днес в града са разположени много университети и колежи, влизащи в състава на т.нар. „Лионска зона“.

## Култура
От 1973 г. предишният Градски театър на Вилюрбан (Théâtre de la Cité), създаден през 1957 г. от Роже Планшон, получава название и статус на Национален народен театър (TNP). През периода 1973-1986 един от неговите ръководители е бил Патрис Шеро. От 2002 г. го ръководи Кристиан Скиарети.

## Побратимени градове
- Могильов, Беларус